# Christian Friis (professor)
 For alternative betydninger, se Christian Friis. (Se også artikler, som begynder med Christian Friis)
Christian Friis (født 17. juli 1950 i Nakskov, død 16. januar 2021) var en dansk dyrlæge, veterinærforsker og professor ved Den Kongelige Veterinær- og Landbohøjskole (senere Københavns Universitet).

## Levnedsløb
Christian Friis blev født i 1950 i Nakskov som søn af Ivar Friis, der senere blev stationsforstander i Maribo. Christian blev student fra Maribo Gymnasium i 1969 og derefter i 1975 cand.med.vet. (dyrlæge) fra Den Kongelige Veterinær- og Landbohøjskole. Derefter tog han en ph.d. i farmakologi, som han færdiggjorde i 1977. Hele hans professionelle karriere tilbragte han på Landbohøjskolen, som i 2007 blev en del af Københavns Universitet. I 1988 blev han lektor og i 1994 professor i toksikologi og farmakologi. 1997-2005 var han desuden institutleder ved Institut for Veterinær- og Husdyrvidenskab. Han gik på pension i 2017.
Hans forskning omhandlede især lægemidler og giftstoffers optagelse hos svin og kvæg, som han skrev en lang række videnskabelige artikler om. Ved hans død udtalte hans institut, at han var en af de store kapaciteter, som veterinærområdet har haft inden for farmakologi og toksikologi.

## Andre hverv
Friis var medlem af Miljøklagenævnet 1997-2005 og havde flere poster i ministerielle udvalg. Han var desuden den sidste modtager af de dyrlægestuderendes undervisningspris Den Gyldne Tyr.